# Aniceto Afonso
Aniceto Afonso (* 18. Februar 1942 in Vinhais) ist ein portugiesischer Militär und Militärhistoriker.

## Leben
Aniceto Henrique Afonso wurde 1942 in der nordportugiesischen Kleinstadt Vinhais geboren. Er schloss 1963 den Artilleriekurs der Militärakademie ab. Er führte Aufträge in Angola (1969–1971) und Mosambik (1973–1975) durch. 1980 schloss er sein Studium der Geschichte an der Philologischen Fakultät der Universität Lissabon ab und 1990 an derselben Fakultät sein Masterstudium in zeitgenössischer Geschichte Portugals. Von 1993 bis 2007 war er Direktor des Arquivo Histórico Militar (Militärgeschichtliches Archiv). Er ist Mitglied der portugiesischen Kommission für Militärgeschichte. Am 16. Juli 2009 wurde er zum Oberst befördert.
Sein Buch Guerra Colonial. Angola. Guiné. Moçambique über den Kolonialkrieg in Angola, Guinea-Bissau und Mosambik verfasste er zusammen mit Carlos de Matos Gomes.
Zu den von der Historikerin Margarida Garcez Ventura u. a. herausgegebenen 7 Bänden der Grandes batalhas da história de Portugal (Große Schlachten in der Geschichte Portugals) steuerte er den Band 1914-1918, Grande Guerra über den Ersten Weltkrieg bei.